# 帚状薹草
帚状薹草（学名：Carex praelonga）为莎草科薹草属的植物。分布于锡金以及中国大陆的云南西北部等地，生长于海拔2,300米至3,200米的地区，多生在铁杉林下或林边灌丛中，目前尚未由人工引种栽培。